# Ашли Мъри
Ашли Моник Мъри (на английски: Ashleigh Murray) е американска актриса и певица.

## Биография
Родена е на 18 януари 1988 г.
През 2016 г. Мъри е избрана за ролята в сериала „Ривърдейл“ за ролята на Джоузи Маккой, амбициозно момиче и част от музикална банда. През 2019 г. Ашли повтаря ролята си в друг сериал „Кейти Кийн“.